# Helsinská univerzita
Helsinská univerzita (latinsky: Universitas Helsingiensis) je největší a nejstarší univerzita ve Finsku. 

## Historie
Byla založena v Turku v roce 1640 jako součást Královské akademie v Turku v době švédské nadvlády. Od roku 1829 je umístěna v Helsinkách. V roce 2009 měla 35 000 studentů.

## Academic Ranking of World Universities
Dle Academic Ranking of World Universities se v celosvětovém žebříčku univerzit umístila k roku 2010 na 72. místě a v evropském na 22. místě.